# Baron Mount Temple
Baron Mount Temple war ein erblicher britischer Adelstitel, der zweimal in der Peerage of the United Kingdom verliehen wurde.

## Verleihungen
Erstmals wurde der Titel Baron Mount Temple, of Mount Temple in the County of Sligo, am 25. Mai 1880 für den liberalen Politiker William Cowper-Temple, zweiter Sohn des Peter Cowper, 5. Earl Cowper, geschaffen. Der Titel erlosch, als der Baron am 16. Oktober 1888 kinderlos starb.
In zweiter Verleihung wurde der Titel Baron Mount Temple, of Lee in the County of Southampton, am 13. Januar 1932 für den konservativen Politiker Wilfrid Ashley geschaffen. Er war der zweite Sohn des Anthony Ashley-Cooper, 7. Earl of Shaftesbury, und ein Großneffe des Barons erster Verleihung. Da er keine Söhne hinterließ, erlosch der Titel bei seinem Tod am 3. Juli 1939.

## Liste der Barone Mount Temple

### Barone Mount Temple, erste Verleihung (1880)
- William Cowper-Temple, 1. Baron Mount Temple (1811–1888)

### Barone Mount Temple, zweite Verleihung (1932)
- Wilfrid Ashley, 1. Baron Mount Temple (1867–1939)